# Amaurobius antipovae
Amaurobius antipovae là một loài nhện trong họ Amaurobiidae.
Loài này thuộc chi Amaurobius. Amaurobius antipovae được Yuri M. Marusik & Kovblyuk miêu tả năm 2004.